# Gene (gruppo musicale)
I Gene sono un gruppo rock britannico salito alla ribalta a metà degli anni '90. Formati nel 1993, sono stati comunemente etichettati come una band Britpop e spesso sono stati fatti paragoni con The Smiths per similitudine tra i cantanti solisti Morrissey e Martin Rossiter. La musica dei Gene è stata influenzata da The Jam, The Smiths, The Style Council e The Clash.

## Storia

### The Go Hole e gli Sp!n
Le origini dei Gene risalgono ad una band inizialmente chiamata The Go Hole, dal nome di un club Beat immaginario inserito nel romanzo di John Clellon Holmes Go, successivamente ribattezzata Sp!n dopo che rimasero in quattro. La band era formata da Lee Clark (voce/ chitarra) e Daz Walton (basso). Poco dopo, Matt James si unì alla batteria con John Mason al basso. Il loro primo singolo, è stato edito dalla loro etichetta Big Pop Records. Una John Peel session ha portato al loro primo successo, inserendosi così nella scena di Camberwell, mescolandosi con membri di The House of Love, My White Bedroom, Vic Reeves e Bob Mortimer. Autogestiti, a parte un paio di parentesi con dei mini magnati della musica, da John Mason che ha organizzato e negoziato gran parte dei concerti, dei contratti e della stampa del gruppo. Dopo diciotto mesi di attività Clark, Mason e James hanno invitato il fratello di John, Steve Mason, a suonare la chitarra solista/ ritmica, consentendo così a Clark di concentrarsi sulla voce.
Due singoli, "Scratches (In the Sand)" e "Let's Pretend" sono stati pubblicati rispettivamente nel 1990 e nel 1991 come anteprima di un album già registrato con Stephen Street come produttore. Purtroppo, gli Sp!n rimasero coinvolti in un incidente stradale nel quale John Mason ha subito un grave trauma cranico e undici giorni di coma. Il giorno prima dell'incidente, Clark aveva fornito le sue dimissioni in una lettera al resto della band, a causa della sua insoddisfazione per il modo in cui la band e la sua etichetta discografica, la Foundation, stavano agendo. Un altro EP, intitolato Hot Blood, è stato pubblicato alla fine del 1991 e l'album, intitolato In Motion, uscì poco dopo. Con titoli di giornale su incidenti stradali e feriti, la percezione del pubblico di una nuova promettente band era difficile da mantenere. Fu necessario un nuovo cambiamento.
John Mason, deluso dal mondo della musica coi propri ideali di indipendenza frustrati dalla visione limitata di alcuni addetti, è diventato uno scrittore. Clark registrò dei demo con Andrew "Snake" Newton, che era stato l'ingegnere del suono dal vivo degli Sp!n, il quale abbandonò la musica per diventare un insegnante di scuola elementare. Clark successivamente decise di suonare e registrare solo a casa propria e tornò alla musica solo dopo una pausa di circa dieci anni.
Volendo continuare insieme, Steve Mason e James reclutarono il bassista Kevin Miles, che aveva una lunga frequentazione con la band. Dopo aver visto il gallese di Watford Martin Rossiter in un club, Mason gli si avvicinò e iniziarono a parlare. L'incontro si è concluso con Rossiter che lascia il suo biglietto da visita ("Martin Rossiter: Indovino delle stelle") e con Mason che chiese a Rossiter se gli sarebbe piaciuto fare un provino con la band. Rossiter è apparso nelle ultime demo di Sp!n come "Martin T. Falls" (un cenno al gruppo mancuniano The Fall) poco prima che si decidesse di adottare il nome Gene.

### Ascesa
Quando i giornalisti della NME Keith Cameron e Roy Wilkinson incontrarono i Gene, la band aveva già acquisito esperienza dal vivo e scritto diverse canzoni. Cameron e Wilkinson furono abbastanza colpiti da formare l'etichetta discografica indipendente Costermonger, creata con l'unico scopo di promuovere i Gene ad un pubblico più ampio. Il loro singolo di debutto For The Dead/Child's Body è stato pubblicato su Costermonger nel maggio 1994. Il singolo ha ricevuto una grande attenzione da parte della stampa musicale: Select lo ha nominato "Singolo del mese", mentre NME "Singolo della settimana".
L'edizione limitata di 1 994 copie è andata esaurita in due giorni. Seguirono numerosi spettacoli dal vivo, ma fu la performance di Gene a sostegno dei Pulp al The Forum di Londra a rivelare la band.
Con Gene che stava già avendo un seguito devozionale, è stato messo in cantiere un secondo singolo per consolidare la loro popolarità. Il singolo, un triplo lato A composto da "Be My Light Be My Guide", "This Is Not My Crime" e "I Can't Help Myself" è stato pubblicato il 1° agosto 1994 su Costermonger. Melody Maker ha premiato "Be My Light Be My Guide" come "Singolo della settimana".

### Successo popolare
Dopo aver raggiunto il primo posto nella classifica indie del Regno Unito e il numero 54 nella Official Singles Chart, la band ha suonato il suo primo tour da headliner nel Regno Unito, il quale includeva uno spettacolo al Paradise Club di Londra che andò immediatamente esaurito, con ottocento persone in platea. Gli elogi non erano passati inosservati alle grandi case discografiche e i Gene alla fine firmarono un accordo con la Polydor Records. Questo è stato un punto di svolta per la band. Dopo un'apparizione di successo al Reading Festival, la band pubblicò il terzo singolo "Sleep Well Tonight", appena prima di intraprendere un grande tour nazionale, preceduto da diverse date francesi esaurite.
Fortemente presente nei sondaggi di fine anno, sia della critica sia dei lettori, i Gene hanno ricevuto il premio NME come 'Migliori esordienti' e come tali hanno suonato alla cerimonia dei Brat Award al London Astoria. Sono finiti sulle copertine di NME e Melody Maker, che li hanno votati come "La più grande speranza" per il 1995. Il loro quarto singolo, "Haunted By You", divenne il secondo successo nella Top 40 della band (raggiungendo la posizione 32), mentre il loro LP di debutto Olympian raggiunse l'ottavo posto nella classifica degli album del Regno Unito, dopo una pletora di recensioni eccellenti. L'album ha anche guadagnato il loro primo disco d'argento, registrando vendite di oltre 70 000 copie solo nel Regno Unito, e quando è stato pubblicato il singolo finale dell'album "Olympian", è entrato nella Top 20 della Official Singles Chart.
L'estate e l'autunno del 1995 furono trascorsi in tournée in tutto il mondo, inclusa una performance ben accolta al Glastonbury Festival, il Reading Festival da headliner, un tour in Giappone e in Europa e poi un'incursione negli Stati Uniti. Con l'arrivo del Natale, la band è entrata di nuovo in studio per la pre-produzione del nuovo album, previsto per uscire l'anno successivo. Il 1996 iniziò con un remix di "For the Dead" che successivamente divenne il più grande successo dei Gene raggiungendo il numero 14 nella Top 40 e portandoli al debutto in Top of the Pops. To See The Lights, un LP di rarità, brani dal vivo, sessioni radiofoniche e versioni acustiche di singoli, è stato pubblicato a gennaio e ha raggiunto la posizione numero 11 nella classifica degli album. Il tour nazionale è culminato in due spettacoli londinesi esauriti allo Shepherd's Bush Empire e al London Astoria.
In anteprima al loro secondo LP in studio, l'ottobre 1996 vide l'uscita di "Fighting Fit", una canzone rock up-tempo che raggiunse il numero 22. L'inizio del 1997 ha visto l'uscita di "We Could Be Kings", un'altra canzone rock epica che raggiunse la posizione 18. L'LP Drawn to the Deep End (1997), prese il nome dal lato B di "Fighting Fit" e ha rivelato una produzione sontuosa piena di archi, assoli di chitarra di Mason molto più importanti e la voce affettata di Rossiter. L'album mostrava l'evoluzione musicale della band, che si concretizzava nell'inclusione di un tastierista nei loro spettacoli dal vivo (Julian Wilson [1996-98, 2004] dei Grand Drive, Mick Talbot [1999-2001] ex tastierista dei The Style Council, Marcus Brown [2001] e Angie Pollack [2003-2004]) e nel fatto che Rossiter stava iniziando a padroneggiare l'arte del canto dal vivo mentre suonava la tastiera. Dal punto di vista lirico, i temi dominanti dell'album erano la solitudine e il desiderio profondo. In effetti, Rossiter era nel profondo della depressione durante la realizzazione dell'album e le canzoni risultanti da questo periodo rimangono alcuni dei lavori più potenti della band. Drawn to the Deep End è stato un altro successo di critica, con la rivista Q che gli ha assegnato quattro stelle. Come il suo predecessore, l'album è entrato nella top 10 della classifica degli album e i successivi singoli "Where Are They Now?" e "Speak to Me Someone" sono entrati entrambi tra i primi 40, rispettivamente 22 e 30.
Probabilmente il momento decisivo della carriera della band è arrivato nel marzo 1997, quando hanno suonato con un'intera orchestra davanti a una platea da tutto esaurito alla Royal Albert Hall. Trasmesso da BBC Radio 1, l'evento è stato inciso su due EP live che includevano gli ultimi due singoli da Drawn to the Deep End. Quell'anno suonarono anche a Hong Kong come parte dei festeggiamenti per la cessione dell'isola da parte del Regno Unito alla Cina.
Alla fine del 1997, Rossiter in particolare aveva guadagnato un certo apprezzamento da parte della stampa. Era già apparso come ospite in Never Mind the Buzzcocks e vari articoli speculavano sulla sua sessualità, con grande sorpresa di Rossiter. Come ha dichiarato alla rivista Sorted: "Non ho mai nascosto il fatto di aver dormito su entrambi i lati del letto e la gente trova molto strano che sia abbastanza felice di dire: sì, sono bisessuale e non è importante davvero." Egli ha anche occupato i titoli dei giornali a causa di una guerra dialettica tra lui e il comico Paul Kaye che è culminata con Rossiter che ha dato una testata a Kaye in una discoteca.

### Revelationse separazione da Polydor
Il 1998 è stato un anno utilizzato per la scrittura di nuovo materiale, nonché per alcuni spettacoli ed eventi di basso profilo come Sound City di BBC Radio 1. In effetti, l'articolo più degno di nota sui Gene durante quell'anno riguardava il "drastico" cambiamento di immagine di Martin Rossiter. Sono finite le giacche da completo con camicie bianche e capelli morbidi con la riga laterale, a favore delle polo Fred Perry, dei jeans e di un taglio di capelli molto corto. Il nuovo look doveva riflettere l'imminente LP in studio, il più rock della band, Revelations. Sembrava che i Gene avessero perso molto del loro prestigio durante il loro anno sabbatico e che non fossero più i ragazzi d'oro della scena indie. Il primo singolo, pubblicato nel febbraio 1999, aveva un tema politico simile ad alcuni singoli dei The Jam, chiamato "As Good As it Gets", entrò in classifica al numero 23 ricevendo recensioni tiepide. Revelations è stato pubblicato a marzo con recensioni molto contrastanti; il NME assegna 5/10, concludendo che l'album era "piuttosto scarno".
Revelations contiene alcune canzoni politiche, come le già citate "As Good As it Gets", "The British Disease" e "Mayday". Rossiter, ha lanciato una critica al vetriolo al primo mandato dei New Labour. L'album si classificò deludentemente al numero 23, e il secondo singolo dall'album, "Fill Her Up", entrò in classifica al numero 37. Nonostante un tour tutto esaurito e di successo in tutto il paese, oltre ad un'apparizione di successo al Reading Festival di quell'anno, Gene e Polydor Records si separarono. La band si sentiva in qualche modo indebolita dalla mancanza di supporto della loro etichetta e dall'incapacità di commercializzare l'album in modo adeguato. Come ha spiegato Rossiter: "Solo quando siamo arrivati a Gretna Green ci siamo accorti che Polydor era sbarcato a Crewe". Mentre la band ha tratto frutto al meglio dal vivo del suono rude di Revelations, dopo la separazione il gruppo ha affermato che avrebbero potuto renderlo un album migliore se avessero avuto più tempo dalla propria etichetta.

### Libertà artistica eLibertine
Nonostante la mancanza del supporto di un'importante etichetta discografica, i Gene hanno trascorso una buona parte del 2000 in una tournée in tutto il mondo, culminata in un tour tutto esaurito negli Stati Uniti. Uno dei loro spettacoli, presso il Troubadour di Los Angeles, è stato trasmesso su Internet in quello che allora era un webcast da record, visualizzato da almeno 60.000 persone in tutto il mondo. Due soli mesi dopo l'evento, i Gene pubblicarono Rising for Sunset, un album dal vivo di quello spettacolo. Il webcast e l'album sono stati promossi con una pionieristica campagna internazionale solo su Internet che ha portato alla vendita di 40.000 unità al momento della sua pubblicazione universale. Oltre a rappresentare i successi della band, erano contenute due nuove tracce, "Rising For Sunset" e "Somewhere in the World"; canzoni promettenti che facevano ben sperare per il loro seguente LP in studio e che segnavano un ritorno al romanticismo delle loro tracce più popolari.
Quell'album, intitolato Libertine, è stato pubblicato nell'ottobre 2001 sull'etichetta dei Gene, "Sub Rosa Records".

### Separazione
Nonostante altri spettacoli dal vivo di successo negli anni successivi, incluso un set al Royal Festival Hall Meltdown Festival curato da Morrissey nel giugno 2004, i Gene hanno optato per una separazione amichevole quello stesso anno. L'ultima esibizione dal vivo dei Gene è stata il 16 dicembre 2004 al London Astoria.
I membri della band hanno tutti continuato a lavorare nella musica. Roy Wilkinson ha continuato a gestire la band British Sea Power, mentre Andrew Newton ha continuato a curare il missaggio per un assortimento di gruppi tra i quali Duran Duran, Sugababes, Pet Shop Boys e Snow Patrol.
Rossiter continuerà con una saltuaria attività da solista, fatta di molti concerti ed un album, The defenestration of St. Martin. Nel giugno del 2020 ufficializza il suo definitivo abbandono delle scene con un ultimo concerto d'addio.
Nella terza settimana di gennaio 2008, tutti e quattro i membri dei Gene sono saliti di nuovo brevemente sul palco per la festa del 50 ° compleanno del loro ex manager Jerry Smith. Hanno eseguito cinque canzoni al 100 Club di Londra: "Be My Light, Be My Guide", "For The Dead", "Where Are They Now?" , "London can you wait?" e "Olimpyan".

### Ristampe
Nel gennaio 2014, tutti e quattro gli album in studio più To See the Lights sono stati ristampati in edizioni deluxe in doppio disco contenenti materiali extra (demo, out-take, versioni radio e live). Il batterista Matt James ha discusso delle riedizioni e della storia della band con il sito musicale britannico The Mouth Magazine.

### Riunione
Nel marzo del 2025, i Gene annunciano la ricostituzione della formazione, delle prove in studio e un nuovo debutto dal vivo con la data del 4 ottobre 2025 all'Eventim Apollo di Londra

## Discografia

### Album in studio
- 1995 Olympian (Costermonger, GENE1)
- 1997 Drawn to the Deep End (Polydor, 537 310)
- 1999 Revelations (Polydor, 547 119)
- 2001 Libertine (Contra, CONTRA 2CD)

### Album dal vivo
- 2000 Rising for Sunset (Contra, CONTRA1CD)

### Raccolte
- 1996 To See the Lights
- 2001 As good as it gets: The best of
- 2006 The Collection
- 2006 The John Peel Sessions[9]

### Singoli
- 1994 "For the Dead" / "Child's Body"
- 1994 "Be My Light, Be My Guide" / "This Is Not My Crime" / "I Can't Help Myself"
- 1994 "Sleep Well Tonight" / "Sick, Sober And Sorry" / "Her Fifteen Years"
- 1995 "Haunted by You" / "Do You Want To Hear It From Me" / "How Much For Love"
- 1995  "Be My Light, Be My Guide" / "I Can't Help Myself"
- 1995 "Olympian" / "I Can't Decide If She Really Loves Me" / "To See The Lights"
- 1995 "Still Can't Find the Phone" / "I Can't Decide If She Really Loves Me" / "Don't Let Me Down" (Germany)
- 1996 "For the Dead" / "Child's Body" / "Sick, Sober & Sorry (Live - Helter Skelter 6/7/95)" (riedizione)
- 1996 "Fighting Fit" / "Drawn To The Deep End" / "Autumn Stone"
- 1997 "We Could Be Kings" / "Dolce & Gabbana Or Nowt" / "Wasteland"
- 1997 "Where Are They Now?" / "Cast Out In The Seventies" / "Nightswimming"
- 1997 "Speak to Me Someone" / "As The Bruises Fade" / "The Ship Song"
- 1999 "As Good As It Gets" / "Toasting The Union" / "Man On Earth"
- 1999 "Fill Her Up" / "Pass On To Me" / "Touched By The Hand Of Havoc"
- 2001 "Is It Over?" / "Supermarket Bombscare" / "Little Diamond" / "Who Said This Was The End?"
- 2001 "Does He Have a Name?" / "From Georgia To Osaka" / "Welcome To Dover" / "With Love In Mind" / "Does He Have A Name?" (promo)
- 2004 "Let Me Move On" / "Is It Over?" / "With Love In Mind" / "If I'm A Friend"